# Сімодзьо (Наґано)

35°23′51″ пн. ш. 137°47′10″ сх. д. / 35.39750° пн. ш. 137.78611° сх. д.
Сімодзьо́ (яп. 下條村, しもじょうむら, МФА: [ɕimod͡ʑoː muɾa]) — село в Японії, в повіті Сімо-Іна префектури Наґано. Станом на 1 квітня 2009 площа села становила 37,66 км². Станом на 1 липня 2011 населення села становило 4144 осіб.